# Hogna persimilis
Hogna persimilis là một loài nhện trong họ Lycosidae.
Loài này thuộc chi Hogna. Hogna persimilis được Richard C. Banks miêu tả năm 1898.